# Майстер і Маргарита (телесеріал, 1988)
«Майстер і Маргарита» (пол. Mistrz i Małgorzata) — польський чотирисерійний телевізійний фільм Мацея Войтишко 1988 року (прем'єра — 1990 року) за однойменною книгою Михайла Булгакова. Отримав найсприятливіші відгуки глядачів і критики (серед останніх — фахівець з творчості Михайла Булгакова, польський літературознавець і русист Анджей Дравіч).
Прем'єра фільму відбулася 20 березня 1990 року. Відмінною особливістю фільму є те, що його сценарій максимально точно повторює книгу-першоджерело. Польські критики відзначили першокласний акторський склад виконавців головних ролей і акторів другого плану.

## Сюжет
У 1930-х роках у Москву прибуває загадковий іноземний професор, який стверджує, що він був присутній при зустрічі Ісуса і Понтія Пілата. В цей же час у місті починають відбуватися дивні події. Поступово з'ясовується, що до столиці прибув сам Сатана зі своїм почтом. За допомоги своїх супутників він має намір подивитися на сучасних москвичів, і, поспостерігавши, приходить до висновку, що вони не змінилися, лише квартирне питання зіпсувало їх.
Одночасно розвивається сюжетна лінія про Маргариту, Майстра та його роман. Працю всього життя Майстра — роман про Понтія Пілата, радянські критики зустріли вороже, а сам Майстер опинився спочатку під слідством, а після — в лікарні для душевнохворих. Убита горем Маргарита нічого не знала про долю коханого, але продовжувала думати про нього.
Ще одна історія — оповідь про бродячого філософа Єшуа Га-Ноцрі і прокуратора Юдеї Понтія Пілата, який через боягузтво і легкодухість послав його на смерть. Саме про це писав Майстер у своєму романі.
Всі три сюжетні лінії переплітаються, низка фантасмагоричних подій завершується грандіозним балом у Сатани, а Майстер зрештою знаходить спокій зі своєю Маргаритою.

## Про фільм
Особливістю фільму є те, що його автори дуже дбайливо поставилися до тексту Михайла Булгакова — сценарій дуже точно повторює книгу-першоджерело. Це не перша польська екранна версія роману. Ще 1971 року його історичні глави переніс на екран Анджей Вайда у стрічці «Пілат та інші», створеній для західнонімецької телекомпанії RFN (акторський склад був повністю польським).
Режисер Мацей Войтишко не мав фінансової можливості використовувати спецефекти (це саме телевізійний фільм, знятий відеокамерою, як телеспектакль), але зумів підібрати першокласний акторський склад. Польські критики високо оцінили не тільки виконавців головних ролей, а й акторів другого плану.
Серіал складається з таких частин:
- 1 серія: «Сеанс чорної магії»
- 2 серія: «Майстер»
- 3 серія: «Маргарита»
- 4 серія: «Прощання»

## У ролях
- Владислав Ковальський — Майстер
- Анна Димна — Маргарита
- Густав Голоубек — Воланд
- Януш Михаловський[pl] — Коров'єв-Фагот, демон-лицар із почту Воланда
- Маріуш Бенуа[pl] — Азазелло, демон-убивця з почту Воланда
- Збігнєв Замаховський — кіт Бегемот, блазень-перевертень із почту Воланда / Сашка Рюхін[ru], поет, член МАССОЛІТу
- Марек Голембьовський — кіт Бегемот, блазень-перевертень із почту Воланда
- Марек Пись[pl] — кіт Бегемот, блазень-перевертень із почту Воланда
- Марія Пробош[pl] — Гелла, вампірка із почту Воланда
- Збігнєв Запасєвич — Понтій Пілат, прокуратор Юдеї
- Ян Енглерт[pl] — Йосип Каяфа, першосвященник юдейський
- Ігор Пшегродський[pl] — Михайло Олександрович Берліоз, голова правління МАССОЛІТу
- Ян Янковский[pl] — Іван Миколайович Бездомний, поет, член МАССОЛІТу
- Тадеуш Брадецький — Єшуа Га-Ноцрі, мандрівний філософ
- Єжи Гудейко[pl] — Левій Матвій, збирач податків, учень Єшуа
- Марек Обертин[pl] — Афраній, начальник таємної охорони прокуратора Юдеї / генерал НКВС
- Єжи Боньчак[pl] — Степан Богданович Лиходєєв, директор вар'єте
- Вітольд Скарух[pl] — Григорій Данилович Римський, заступник директора вар'єте
- Здзіслав Вардейн[pl] — Іван Савелійович Варенуха, адміністратор Вар'єте
- Ян Тесаж[pl] — Никанор Іванович Босой, голова житлового товариства
- Юзеф Фризьлевич[pl] — Аркадій Аполонович Семплеяров, гоолова Акустичної комісії
- Ян Матяшкевич[pl] — Максиміліан Андрійович Поплавський, дядько Берліоза
- Едмунд Феттінґ — Стравінський, професор, лікар психіатричної клініки
- Влодзімеж Беднарський[pl] — Арчибальд Арчибальдович, метрдотель Грибоєдовського ресторану
- Єжи Карашкевич[pl] — Алоїзій Могарич, критик
- Павел Новіш[pl] — Василь Степанович Ласточкін, бухгалтер Вар'єте
- Веслав Джевич[pl] — Андрій Фокич Соков, завідувач буфетом у Вар'єте
- Кшиштоф Стельмашик[pl] — Юда з Киріафа / барон Майгель
- Ванда Врублевська — Наташа, доморобітниця Маргарити
- Єже Зигмунт Новак[pl] — Микола Іванович, сусід по будинку Маргарити
- Адріанна Беджиньська — Ніза
- Марія Чунеліс[pl] — Фріда, гостя на балу
- Ян Коциняк — Жорж Бенгальський, конферансьє Вар'єте
- Ірена Ковнас — Прасковія Федорівна, медсестра в психіатричній клініці
- Хенрик Махалиця — професор Кузьмін
- Іоанна Жулковська[pl] — Софія Павлівна, вахтерка в «Грибоєдові»
- Кристина Фельдман — Аннушка
- Ніна Черкес — Мілиця Андріївна Покобатько, артистка роз'їздного районного театру
- Кшиштоф Строїнський — слідчий
- Збіґнєв Бучковський[pl] — таємний агент
- Анджей Блюменфельд[pl] — лікар-психіатр
- Анна Лопатовська — Лапшонникова, секретарка
- Малгожата Зайончковська — жінка в Вар'єте
- Генрік Лапіньський — письменник, член МАССОЛІТу
- Христина Сенкевич — Карауліна, письменниця
- Станіслав Гавлік[pl] — Глухарьов, член МАССОЛИТа
- Януш Гайос — незнайомець
- Мирослава Краєвська — епізод
- Даріуш Кордек[pl] — агент
- Мацей Корвін[pl] — гість у «Домі Грибоєдова»
- Гжегож Герак[pl] — член МАССОЛІТу
- Томаш Дуткевич[pl] — епізод
- Артур Барчиш[pl] — співробітник Вар'єте
- Яніна Новицька[pl] — медсестра
- Кшиштоф Ожеховський[pl] — епізод
- Гжегож Павловський[pl] — епізод
- Рафал Валентович[pl] — агент
- Влодзімеж Вишневський[pl] — епізод
- Казімеж Висота[pl] — співучий клерк
- Гелена Ковальчикова[pl] — епізод
- Олександра Кисельовська[pl] — співуча співробітниця
- Зенон Дондаєвський[pl] — глядач у залі
- Даріуш Добковський[pl] — епізод
- Пйотр Цирвус[pl] — Парчевський, глядач у залі
- Магдалена Завадська (актриса)[pl] — секретарка Пролежньова
- Кшиштоф Драч[pl] — член правління П'ятнажко
- Маріуш Лещинський[pl] — секретар Понтія Пілата
- Ева Дековна[pl] — «Штурман Жорж», письменниця
- Христина Бігельмаєр[pl] — касирка в Вар'єте
- Кшиштоф Вечорек — Бескудніков, член МАССОЛІТу
- Войцех Дур'яш[pl] — Желдибін, заступник Берліоза
- Станіслав Брудни[pl] — Латунський, критик
- Марія Пабись-Коженьовська — Пелагея Антонівна, дружина Босого
- Барбара Згожелевич — дружина Семплеярова
- Маргарита Рожнятовська[pl] — кондукторка в трамваї / глядачка в залі
- Войцех Скибіньський[pl] — портьє в «Домі Грибоєдова»
- Ян Янга-Томашевський[pl] — кат
- Марек Сюдим[pl] — таксист (немає в титрах)
- Марек Боцяняк[pl] — агент
- Ігор Куявський[pl] — Абадонна, демон війни (прототипом персонажа роману є Аваддон)
- Єжи Вінницький — Йоганн Штраус, диригент оркестру на балі
- Томаш Творковський — Клавдій, гость на балі (немає в титрах)
- Йоланта Панковська — Мессаліна, гостя на балі (немає в титрах)
- Анджей Панковський — маркіз де Сад, гость на балі (немає в титрах)